# Леденцов, Христофор Семёнович
Христофо́р Семёнович Леденцо́в (24 июля 1842, Вологда, Россия — 31 марта 1907, Женева, Швейцария) — купец первой гильдии, меценат, вологодский личный почётный гражданин, учредитель одного из первых фондов в поддержку науки.

## Биография
Происходил из семьи вологодского купца 1-й гильдии, владеющего землями в Вологодской губернии, винокуренными заводами, доходными домами в Петербурге и Вологде, имениями под Москвой и Звенигородом.
Окончил Вологодскую губернскую гимназию (1860) и с похвальным листом Московскую практическую Академию коммерческих наук (1862), получив личное почётное гражданство.
Продолжив дело отца, он значительно приумножил его состояние.
В 1871—1887 годах был гласным (депутатом) Вологодской городской Думы, с 1883 по 1887 годы — городской голова Вологды.
Много путешествовал по Европе, был широко образован, знаком с представителями научных кругов Москвы. Имел обширную библиотеку в Вологде, насчитывавшую несколько тысяч томов научной и технической литературы. Два его сына закончили Императорское техническое училище.
По духовному завещанию от 13 апреля 1905 года он свой личный капитал завещал на создание «Общества содействия успехам опытных наук и их практических применений». Общество было создано на совершенно других принципах и концепциях, чем и отличалось от Фонда Альфреда Нобеля — изобретателя динамита и учредителя Нобелевской премии. Сумма, завещанная Леденцовым на создание общества, превышала размер, завещанный девятью годами до него Нобелем. Однако активы общества были конфискованы первыми декретами Советской власти.

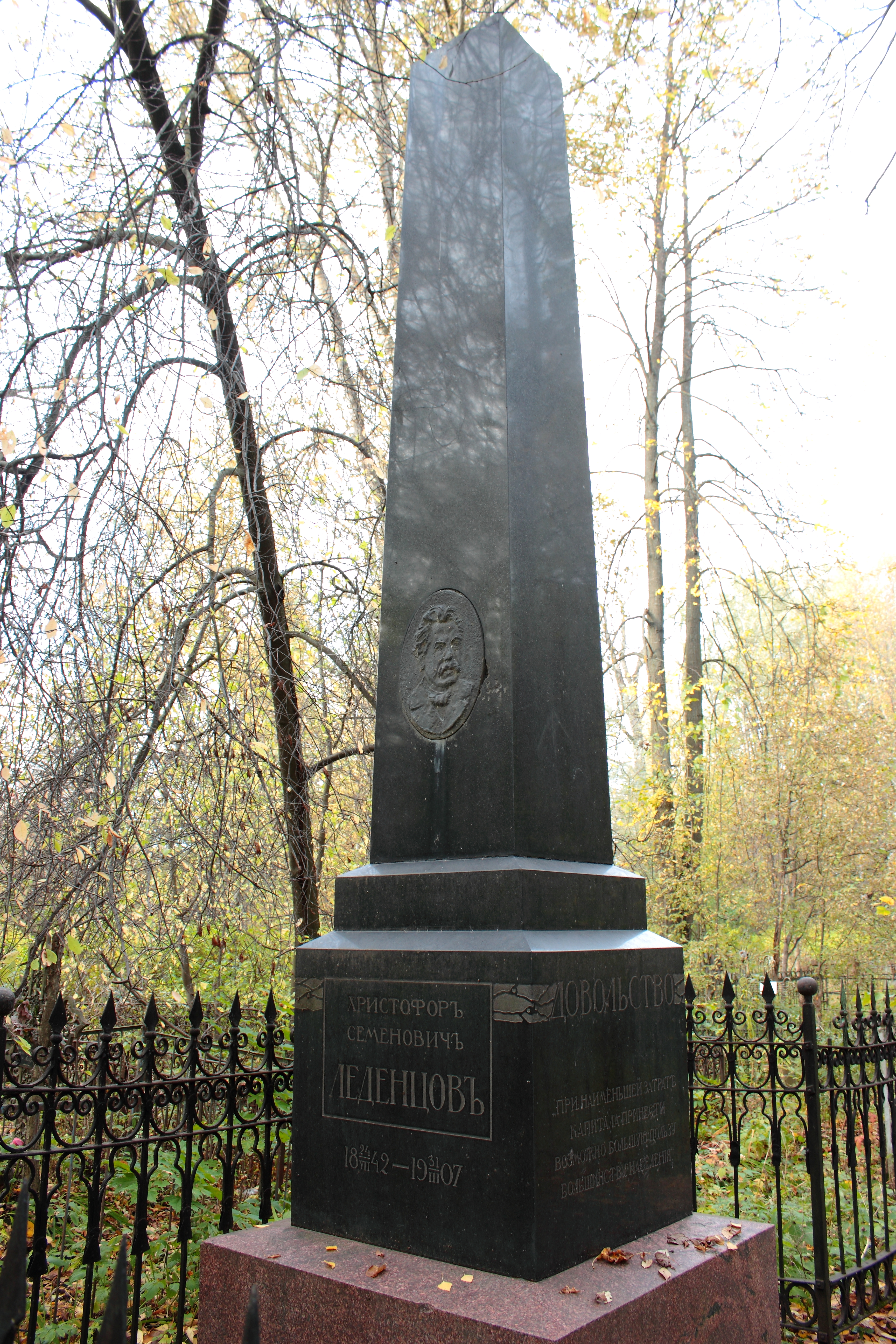
Могила Х. С. Леденцова на Введенском кладбище в Вологде

В 2002 году Леденцовское общество было возрождено. Под именем Фонда содействия развитию опытных наук и их практических применений им. Х. С. Леденцова оно зарегистрировано 9 апреля 2002 года правнучкой Христофора Семёновича Ниной Дмитриевной Луковцевой и её единомышленниками Ю. С. Полиновым и О. В. Лупаиной.
Все материалы общества, включая переписку с основателями, банковские и финансовые документы, сохранились в фондах Центрального исторического архива Москвы.
Скончался в 1907 году в Женеве от туберкулёза лёгких. Его тело было перевезено в Вологду и предано земле на Введенском кладбище.
Вологодский государственный естественно-математический лицей (ныне Многопрофильный лицей) тоже носил имя Христофора Семёновича.
12 декабря 2005 года именем Христофора Леденцова названа улица в Вологде.
Ещё с довоенных времен в посёлке Сходня (затем городе, ныне микрорайоне г. Химки), где Х. С. Леденцовым планировалась организация «научного инкубатора», существуют 1-й и 2-й Леденцовские переулки.
(см. Яндекс-карта — микрорайон Сходня, Химки, Московская область, Россия 55°57′29″N, 37°17′54″E 55.958165, 37.298343)

## Ссылки и литература

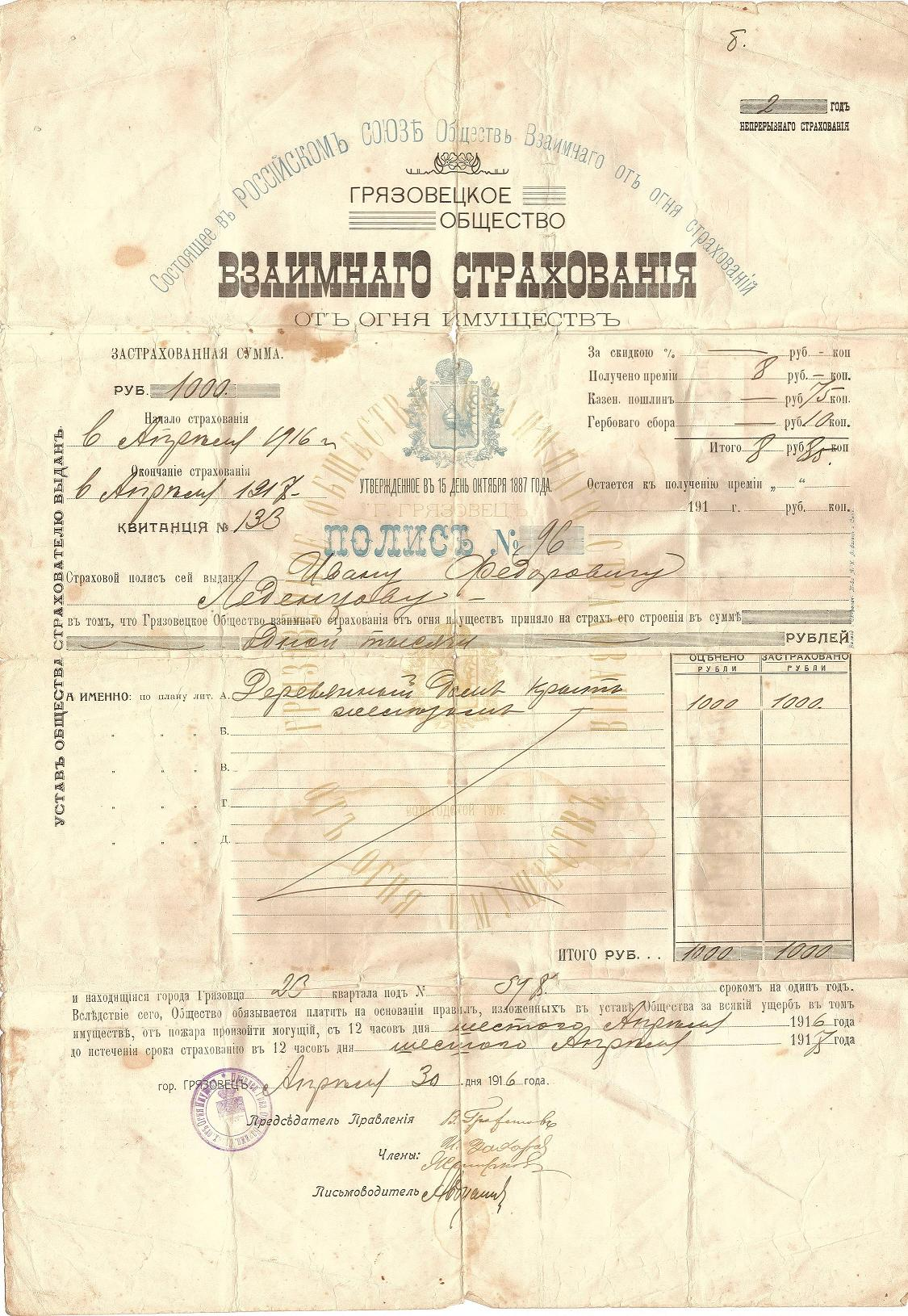
Полис страхования от огня одного из домов семейства Леденцовых.